# Amblypyger
Amblypyger (Amblypygi) är en ordning av spindeldjur med palpkäkade leddjur. Arterna saknar flagellum, det vill säga stjärt, silkeskörtlar och giftgaddar. De är rovdjur, men biter sällan utan griper istället tag, och håller fast sina byten med pedipalperna vilket även kan ge upphov till nålliknande skador.
2016 delades ordningen in i fem familjer, 17 släkten och runt 155 arter hade beskrivits. De förekommer i tropiska och subtropiska områden över hela världen. Vissa arter lever under jord och alla är nattaktiva. Fossila amblypyger har återfunnits från karbonperioden.

## Utseende och anatomi

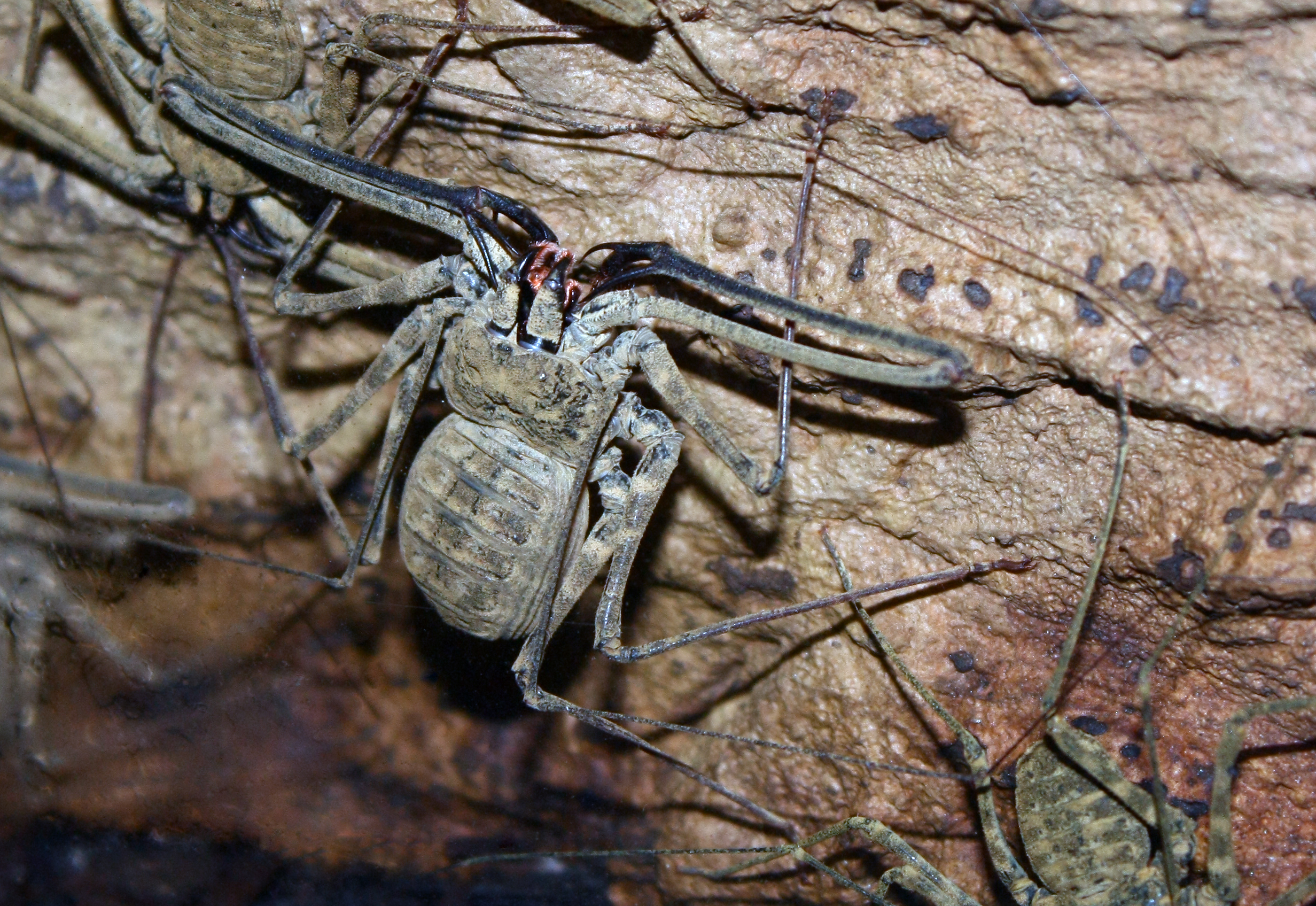
Detalj av pedipalper.

Storleken på amblypyger varierar från 5–70 cm i benbredd. Deras kroppar är breda och tillplattade, med en solid ryggsköld och en segmenterad buk. De flesta arter har åtta ögon; ett par med medianögon på framkanten av ryggskölden ovanför mundelarna och två små kluster med tre ögon var, längre bak på vardera sidan.
Amblypyger har pedipalper anpassade för att fånga och hålla fast byten, på samma sätt som bönsyrsorna. De har åtta ben men använder bara sex för att gå med. Första paret ben fungerar istället som känselorgan och används inte för att gå med. Dessa ben, försedda med en mängd känselreceptorer, är mycket tunna, förlängda och består av en mängd segment vilket gör att de påminner om antenner och de kan sträckas ut flera gånger kroppslängden.

## Ekologi

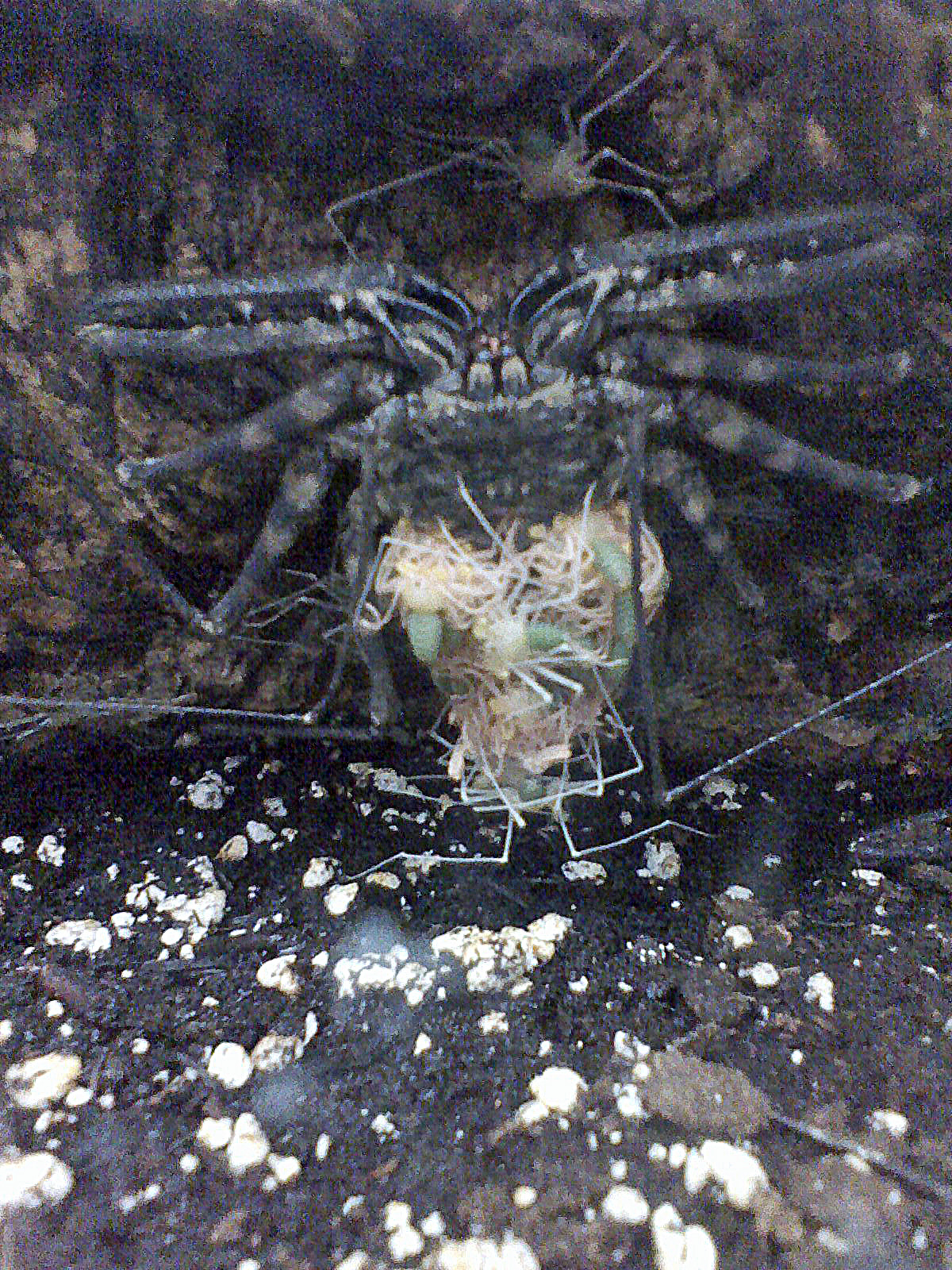
Hona av Damon diadema som bär sina ungar.

Amblypyger är rovdjur. De går ofta sidledes likt krabbor. När ett byte upptäcks med de antennliknande frambenen fångar amblypygen det med sina långa pedipalper, innan den tuggar i sig den med sina pincettliknande käkar.

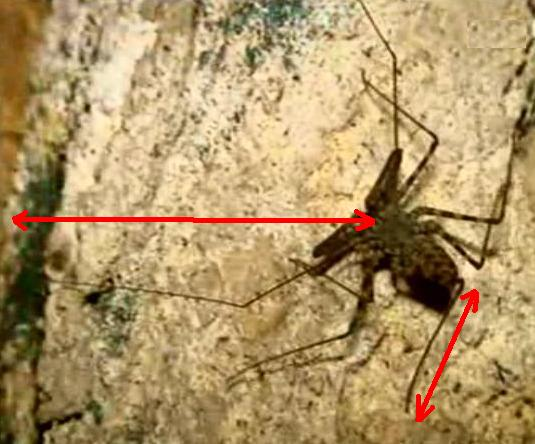
Jämförelse av fram- och bakben av amblypyger.

Parningen omfattar bland annat att hanen lämnar spermatoforer efter sig på marken. Dessa har stjälkar, sticker upp från marken  och har sperma på toppen. Hanen använder sedan sina pedipalper för att styra honan att passera över dem. Honan samlar upp sperman och lägger de befruktade äggen i en säck som hon bär under buken. När ungarna kläcks klättrar de upp på mammans rygg, där de som faller av innan första ömsningen dör.
Vissa arter av amblypyger, speciellt Phrynus marginemaculatus och Damon diadema, är bland de enda arter av spindeldjur som uppvisar sociala beteeenden. Studier vid Cornell University indikerar att modern kommunicerar med sina ungar med sina antennformade ben, och avkomman kommunicerar både med mamman och sina syskon. Funktionen med detta sociala beteende är okänt. Amblypyger försvarar revir från andra individer inom ordningen.
Födan består till största delen av leddjur, men dessa opportunistiska rovdjur har även observerats äta ryggradsdjur. Innan, före och efter ömsningen brukar de oftast inte äta. Som andra spindeldjur genomgår amblypyger ömsning vid flera tillfällen under sitt liv.